# Digital Fuel Injection
Digital Fuel Injection (DFI) is een brandstofinjectiesysteem van Kawasaki-motorfietsen waarbij de hoeveelheid inlaatgas niet meer mechanisch, maar elektronisch wordt gemeten.
Het systeem werd toegepast in 1981 op het KZ 750 Turbo prototype (in 1983 uitgebracht als ZX 750 E-1 Turbo) en latere modellen (onder andere de GPz 1100). Overigens heet het SAGEM injectiesysteem van de in 2000 gepresenteerde Triumph TT 600 ook DFI.